# Vráble
Vráble (în maghiară Verebély) este un oraș din Slovacia cu 9.701 locuitori.

## Demografie
| An:                | 1994 | 2004   | 2014   | 2024   |
| ------------------ | ---- | ------ | ------ | ------ |
| Număr de persoane: | 9653 | 9470   | 8804   | 8262   |
| Diferență:         |      | −1,89% | −7,03% | −6,15% |

| An:                | 2023 | 2024   |
| ------------------ | ---- | ------ |
| Număr de persoane: | 8323 | 8262   |
| Diferență:         |      | −0,73% |